# 东京RPG工厂
东京RPG工厂是日本游戏公司史克威尔艾尼克斯旗下的游戏工作室，业务为开发日式角色扮演游戏（JRPG）。公司由時任史克威尔艾尼克斯社长松田洋祐牵头设立，于2015年E3游戏展上正式亮相。公司至2019年时共开发了《祭物與雪之剎那》、《失落領域》和《鬼哭之邦》三款游戏，三作分别以日语词汇「雪月花」中的一字为意象。三款游戏的口碑和商业表现不一。
东京RPG工厂的宗旨是开发「JRPG黄金时代」的风格游戏。受电影和西方游戏开发理念的影响，公司人员既包括史克威尔艾尼克斯外的自由职业者，也包括史克威尔艾尼克斯内部热爱经典JRPG的开发者。公司骨干橋本厚志担任公司游戏总监。
2024年1月31日，东京RPG工厂公司解散，并入史克威尔艾尼克斯。

## 历史

### 創設与职员
2013年3月，松田洋祐接替和田洋一擔任电子角色扮演游戏（RPG）开发巨头史克威尔艾尼克斯的社長后，公司结构和政策开始改变。为应对制作成本持续上涨、玩家口味不断变化的问题，松田希望公司产品朝个性化发展。1990年代是日式角色扮演游戏的黄金期，涌现了勇者斗恶龙、最终幻想等众多同类作品。一方面，公司中有希望制作经典游戏的员工，另一方面，西方也有很多成功致敬日本游戏的例子，因此松田洋祐发起提议，开设制作经典日式角色扮演的工作室。电影和西方游戏常採用外包和自由员工合作的制作模式；松田借鑑此舉，不拘泥史克威尔艾尼克斯的公司架構，创建了由自由开发者与公司员工结合的小型子工作室。团队由渴望制作经典RPG的开发者组成，他们用小预算制作原创游戏，享有高度的創作自由。工作室于2015年E3游戏展上正式公开；其名称「東京RPG工廠」由員工自己提出，代表了他們的愿景自我定位。
東京RPG工廠是史克威尔艾尼克斯的全资子公司，坐落於日本东京。公司2017年時有10名正式员工。橋本厚志是公司骨幹，自工作室創立以来一直担任遊戲总监。編劇稻叶洋敬也参与了迄今为止的所有游戏，並与護矢真合作完成了前两款游戏。以《时空之轮》製作闻名的时田贵司參與前两款游戏战斗系统的製作，並在第三款游戏擔當創意製作人。

### 游戏开发
公司前三款游戏的主题和视觉灵感借用了日本的「雪月花」意象，該词中每个字都隐喻了相應的季节。2014年，他们宣佈制作第一款游戏，開發代号爲“剎那計劃”（Project Setsuna）。松田计划用東京RPG工廠的IP開發一系列游戏，不過首款游戏是独立项目，無續篇製作計劃。游戏最终題为“祭物與雪之剎那”。遊戲實時戰鬥系統借鑑了《超時空之鑰》的机制，故事以悲伤和牺牲爲主题而展開。其视觉主题爲“雪”。2016年全球发行的《祭物與雪之剎那》获愛好者的积极回应；遊戲發售后，公司财政由赤字转为黑字。
《祭物與雪之剎那》后，团队开始制作下一款类似的项目。游戏沿用了前作的部分用语和元素，但旨在營造獨立的体验。第二款游戏即是《失落领域》，其故事和玩法围绕“记忆”一词来展开。这款游戏使用了“月”的视觉主题。游戏于2017年在日本发行，次年于西方发行。《失落领域》发售财年公司继续盈利，惟2018财年最终收益不及2017财年。
《失落领域》步入开发后期时，團隊开始酝酿第三款游戏，即《鬼哭之邦》。时田担任创意制作人并投入故事创作。该游戏以“花”的视觉主题。在时田的鞭策下，稻叶写编写较公司前作更成熟的故事——与死亡与轮回有关的故事。游戏于2019年发行。虽然玩家评价相当积极，但游戏销量低迷，东京RPG工厂的财年报表呈现亏损数字。
2020年，亚克系统亚洲部门宣布，东京RPG工厂三款游戏的中文版将于年内面世。

## 作品
| 年份   | 作品           | 平臺                                                             | 參考          |
| ------ | -------------- | ---------------------------------------------------------------- | ------------- |
| 2016年 | 祭物與雪之剎那 | PlayStation 4、PlayStation Vita、任天堂Switch、Microsoft Windows | [ 32 ] [ 33 ] |
| 2017年 | 失落领域       | PlayStation 4、任天堂Switch、Microsoft Windows                   | [ 25 ] [ 26 ] |
| 2019年 | 鬼哭之邦       | PlayStation 4、任天堂Switch、Microsoft Windows                   | [ 34 ]        |

## 外部連結
- 官方网站 （日語）